# Epepeotes taeniotinus
Epepeotes taeniotinus es una especie de escarabajo longicornio del género Epepeotes, subfamilia Lamiinae. Fue descrita científicamente por Heller en 1924.
Se distribuye por Indonesia y Filipinas. Mide 15-25 milímetros de longitud. El período de vuelo ocurre en los meses de marzo, abril, junio y julio.